# Jef Verheyen
Jef Jozef Verheyen (Itegem 6 juli 1932 – Apt, 2 maart 1984) was een Belgisch kunstschilder.

## Biografie
Verheyen studeerde aan de Koninklijke Academie voor Schone Kunsten te Antwerpen en aan het Hoger instituut in de klassen schilderen, tekenen en keramiek (bij Olivier Strebelle, 1946-1954). Aan dat instituut leerde hij zijn latere vrouw Dani Franque kennen. 
In 1954 openden ze samen een keramiekatelier-winkel: L'atelier 14, tegenover het Rubenshuis. Vanaf 1956 namen ze met keramiek samen deel aan verscheidene tentoonstellingen en salons in België. Verheyen schilderde meer en meer en reisde naar Milaan, waar hij Piero Manzoni, Roberto Crippa en Lucio Fontana ontmoette. Verheyen was een van de medeoprichters van G-58. Hij publiceerde "Essentialisme" en werkte in Antwerpen met onder andere Paul De Vree, Guy Vandenbranden en Engelbert Van Anderlecht aan de "Nieuwe Vlaamse School". Met Van Anderlecht schilderde hij een reeks van 10 schilderijen: Ni l'un ni l'autre. Hij leerde in het Hessenhuis Günther Uecker kennen en vanaf begin jaren 60 nam hij deel aan de talrijke Zero-tentoonstellingen. Jef Verheyen werkte samen met de leden van Zero en speelde een belangrijke rol als contactpersoon van de groep en de kunstenaars in België.
In 1974 vestigde Verheyen zich met zijn gezin in het zuiden van Frankrijk. Er komen retrospectieve tentoonstellingen in Brussel: P.S.K. en Genève. Begin jaren 80 publiceerde hij gravures met teksten van Ivo Michiels en Guy Vaes. 
Verheyen overleed in 1984 op 51-jarige leeftijd na een hartaanval op de tatami.

## Openbare Collecties

### België
- Koninklijk Museum voor Schone Kunsten, Antwerpen
- Koninklijk Museum voor Schone Kunsten, Brussel
- Kunstmuseum aan Zee, PMMK, Oostende
- Museum voor Schone Kunsten Oostende
- Paleis voor Schone Kunsten, BOZAR, Brussel
- Stedelijk Museum voor Actuele Kunst, Gent
- Musée de l'Art wallon/ MAMAC, Luik
- Musée D’Ixelles, Brussel

### Duitsland
- Museum Schloss Morsbroich, Leverkusen
- Kunstmuseum Ehrenhof, Düsseldorf
- Jozef Albers Museum Quadrat, Bottrop
- Sammlung Universität, Bochum

### Zwitserland
- Kunsthaus, Zürich
- Musée Rath, Genève
- Kunstmuseum, Bern
- Kunstmuseum Sankt-Gallen, Sankt-Gallen

### Italië
- Bibliotheca Nazionale, Milaan
- Fondazione Boschi-Di Stefano, Milaan
- Fondazione Lucio Fontana, Milaan

### Polen
- Muzeum Sztuki w Łodzi

### Brazilië
- Museu de Arte Moderna, Rio de Janeiro

## Publicaties
Hij publiceerde teksten en werken (grafiek) in map- en boekvorm:
- 1958: Essentialisme, Lausanne.
- 1960: Pour une peinture non plastique, Weert, 1959.
- 1972: Bookmultipel 40, tekst van I. Michiels, foto's van F. Philippi.
- 1979: Weerspiegelingen, inleiding I. Michiels, tekst en litho's J.V.
- 1980: Le pic du Midi.
- 1981: Le Millénium Eclair, met tekst van G. Vaes.
- Grand oeuvre, met tekst van I. Michiels.
- 1982:  Friedrich Dürrenmatt, Uber Jef Verheyen, Eine Rede, met tekst van F.Dürrenmatt.

- Bibliothèque nationale de France: cb14538636s (data)
- Gemeinsame Normdatei: 118626582
- International Standard Name Identifier: 0000 0001 1452 513X
- Library of Congress Control Number: n81118581
- Nederlandse Thesaurus van Auteursnamen: 254794335
- RKD-Nederlands Instituut voor Kunstgeschiedenis: 80333
- Système universitaire de documentation: 09307011X
- Union List of Artist Names: 500001025
- Virtual International Authority File: 95686838
- WorldCat: E39PBJyt37RbVfKy8WbXqhJJjC